# Reianovți, Pernik
Reianovți (în bulgară Реяновци) este un sat în comuna Trăn, regiunea Pernik,  Bulgaria. 

## Demografie
Componența etnică a satului Reianovți
     Nicio identificare (100%)
     Altele (0%)
La recensământul din 2011, populația satului Reianovți era de 10 locuitori. . Pentru 100% din locuitori nu este cunoscută apartenența etnică.